# Wielki Meczet w Mopti
Wielki Meczet (fr. Grande mosquée de Mopti, także: mosquée de Komoguel) – meczet w Mopti w środkowym Mali, zbudowany w latach 1933–1935 w sudańskim stylu architektonicznym na miejscu wcześniejszego meczetu z 1908 roku. Wzniesiony został z gliny pochodzącej z pobliskiej rzeki Niger przez budowniczych Wielkiego Meczetu w Dżenne, do którego jest architektonicznie podobny.
Meczet przetrwał w nienaruszonym stanie – jedynie z drobnymi śladami erozji – do 1978 roku, kiedy to ubytki wypełniono cementem. Materiał ten nie współgrał jednak z tradycyjnym glinianym budulcem, co doprowadziło do powstania rys i erozji. W 2004 roku meczet odrestaurowano z wykorzystaniem tradycyjnego budulca staraniem Fundacji Agha Khan. Od 2005 roku znajduje się na liście narodowych pomników Mali i na liście informacyjnej UNESCO.